# Joachim Müller-Jung

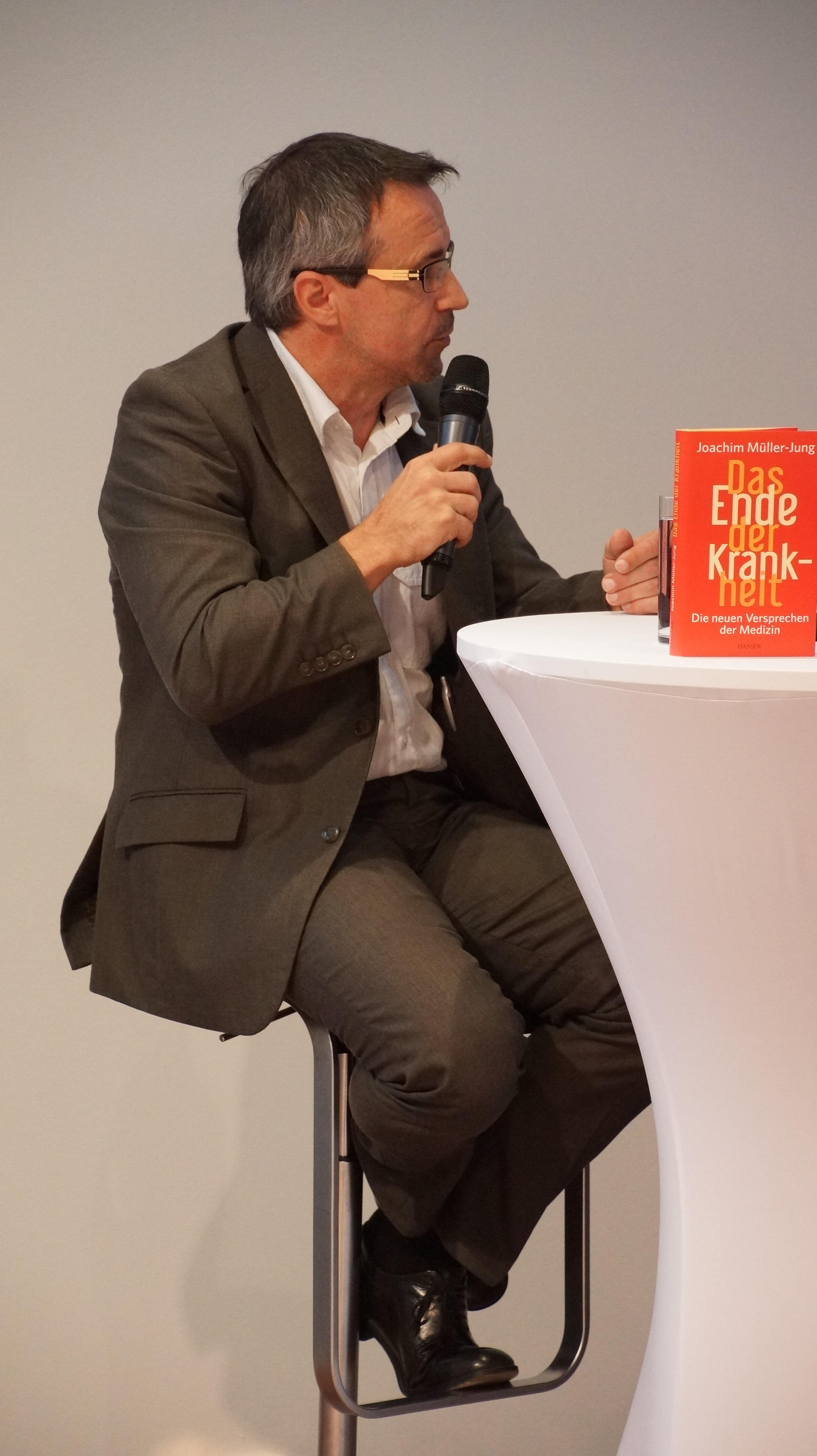
Joachim Müller-Jung auf der Frankfurter Buchmesse 2014

Joachim Müller-Jung (* 10. März 1964 in Heidelberg) ist ein deutscher Wissenschaftsjournalist.

## Leben und Wirken
Joachim Müller-Jung studierte nach dem Abitur an einem Wirtschaftsgymnasium Biologie in Heidelberg und Köln. Während des Studiums hielt er sich für Forschungszwecke längere Zeit in den Urwäldern Madagaskars auf und schloss sein Studium mit einer Diplomarbeit über die Reptilienfauna der Insel ab.
Seine journalistische Tätigkeit begann Müller-Jung als freier Mitarbeiter bei der Kölnischen Rundschau, wo er von 1993 bis 1995 ein Volontariat absolvierte. Danach wurde er Redakteur für das Ressort Natur und Wissenschaft bei der Frankfurter Allgemeinen Zeitung. Im Jahr 2003 übernahm er die Leitung des Ressorts. 2016 gewann Müller-Jung den Medienethik-Award der Hochschule der Medien in Stuttgart für seinen Beitrag Ein moralischer Elchtest in der FAZ.
Müller-Jung ist verheiratet und hat drei Kinder.

## Veröffentlichungen
- Das Ende der Krankheit. Die neuen Versprechen der Medizin. Hanser, München 2014, ISBN 978-3-446-43682-4.
- mit Michael Madeja (Hrsg.): Hirnforschung. Was kann sie wirklich? Erfolge, Möglichkeiten und Grenzen. C.H. Beck, München 2016, ISBN 978-3-406-68880-5.
- Sprache und Kommunikation. Hörbuch. Sprecher: Olaf Pessler, Markus Kästle. In: Joachim Müller-Jung (Hrsg.): Frankfurter Allgemeine Archiv (= FAZ-Hörbuch. Nr. 65). Frankfurter Allgemeine Zeitung GmbH, Frankfurt am Main 2016, ISBN 978-3-89843-431-7.
- Mensch und Spiel. Hörbuch. Sprecher: Christian Geisler, Markus Kästle. In: Joachim Müller-Jung (Hrsg.): Frankfurter Allgemeine Archiv (= FAZ-Hörbuch. Nr. 69). Frankfurter Allgemeine Zeitung GmbH, Frankfurt am Main 2017, ISBN 978-3-89843-436-2.
- Joachim Müller-Jung: Tausende Forscher sind auf Fake-Journale hereingefallen. In: Frankfurter Allgemeine. 19. Juli 2018, abgerufen am 21. Juli 2018.
- Pestizid verändert Mikroflora. Glyphosat und die Immunschwäche der Bienen, FAZ, 25. September 2018